# 발할라 (충돌구)

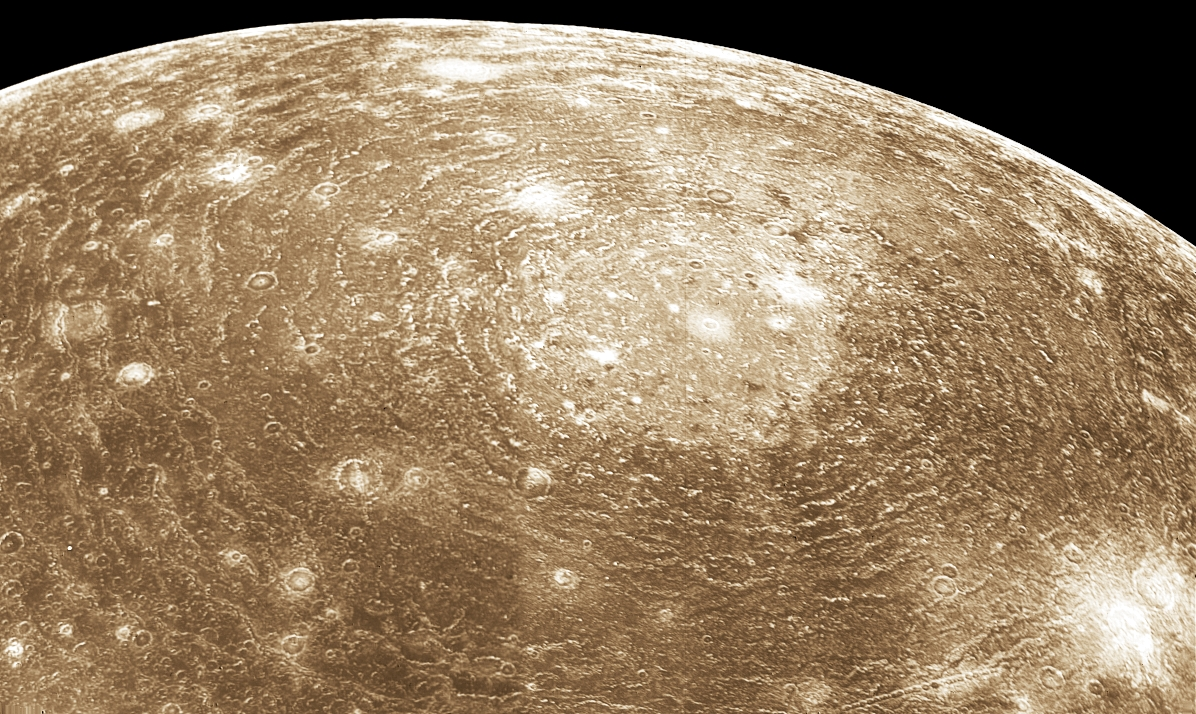
발할라의 모습.

발할라(영어: Valhalla)는 목성의 위성인 칼리스토 표면에 존재하는 가장 큰, 그리고 태양계에서 가장 큰 다환 충돌구이다. 발할라의 이름은 노르드 신화에서 전사들이 죽은 후 가는 저택인 발홀(발할라)에서 따와 붙여졌다.
발할라는 지름 360 km가량의 밝은 중심 지역과, 1,900 km가량의 동심원 지형들로 이루어져 있다. 몇몇 커다란 충돌구들과 사슬형 충돌구들 또한 발할라에 나타나 있다. 발할라의 동심원들은 운석 충돌에서 기원했으며, 불안정한 암권 밑에 존재하는 액체나 준-액체(Semi-Liquid)들이 충돌로 형성된 구멍을 통해 충돌구의 가운데 부분을 향해 흘러내리는 과정을 통해 형성되었을 것이라고 추정되고 있다.

## 설명
발할라의 지름은 3,800 km가량으로, 칼리스토의 표면 및 태양계에서 가장 큰 다환 충돌구이다. 발할라는 1979~1980년 보이저 탐사선이 발견했다. 발할라는 적도 약간 북쪽(위도 18°N, 경도 57°W), 순행 반구에 위치하고 있다. 지질학적 관점에서 발할라는 가운데 지역, 안쪽 등성이-골 지역, 바깥 골 지역의 세 지역으로 나누어진다.

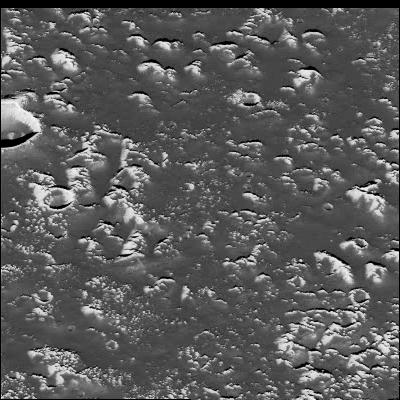
발할라의 중심 부분. 어두운 평원으로 둘러싸인 밝은 혹 부분이 보인다.

중심 지역(지름 약 360 km)은 충돌로 인해 생겨난 밝고 둥근 지형으로서, 팰름시스트의 예시이다. 중심 지역의 표면은 상대적으로 부드럽고 얼룩덜룩한 겉모습을 보여준다. 많은 충돌구들의 안쪽 부분에는 어두운 광륜이 존재한다. 갈릴레오가 촬영한 고해상도 사진에서는, 발할라의 중심부가 어둡고 부드러운 평원들에 둘러싸인 올록볼록한 지형을 가지고 있음이 보여졌다. 또한, 작은 충돌구들이 없어지는 흔적도 존재했다.
안쪽 등성이-골 지역은 중심부의 팰름시스트를 감싸고 있다. 가운데 지역 바로 옆에 붙어있는 등성이들은 바깥쪽을 향하는, 비탈진 측면을 가지고 있다. 이러한 단층애들을 고해상도로 연구했을 때에는, 이러한 것들이 밝은 혹들이 부드럽고 어두운 물질들로 둘러싸여 있는 것들이 불연속적으로 이어져 있는 것이라는 것이 밝혀졌다. 이 지형들은 굉장히 오래된 지형이라는 것이 확실하다. 등성이들보다 중심부에서 더 떨어져 있는 골들은 구불구불하고 지구로 나타난다. 안쪽 골 지역은 발할라 중심부로부터 약 950 km가량 펼쳐져 있다.
바깥 골 지역은 반지름이 1500~1900 km가량으로 추산되며, 정확한 경계는 정의되기 어렵다. 이 지역은 안쪽 지역에서 지구로 나타났던 것처럼, 넓고 이중이며 주변에 벽이 존재하고 구불구불한 선들(주상해분)이 존재한다. 비록 바깥쪽의 지구들(30 km가량)이 안쪽(20 km가량)보다 더 넓지만, 이들은 심하게 노후화되어 있고 내부처럼 작은 혹들로 이루어져 있다. 또한, 보이저 탐사선들의 저해상도 이미지나 갈릴레오 탐사선의 고해상도 이미지에서는 화산 활동이나 기타 내인성 활동의 흔적이 보이지 않았다.  따라서, 발할라의 모든 지형들은 충돌이나 지질 구조상의 변화가 근원이다.

## 충돌구들
발할라 구조 내부에는 몇 개의 돌출된 충돌구들과 사슬형 충돌구(영어: Catena 카테나[*])들이 위치해 있다. 발할라 북쪽의 공간에서는 고물 카테나와 이그디어/미미르 충돌구들을 찾을 수 있다. 카테나는 충돌구들이 일렬로 늘어선 모습이 나타나 있고, (슈메이커-레비 제9혜성과 같은) 어떠한 혜성이 부서져 생성된 것일 수도 있다. 발할라의 남쪽에는 사라카/나르 충돌구가 존재한다. 이들의 동쪽(내부/외부 골 지역의 경계)에서는 스컬드/스볼 카테나가 존재한다. 서쪽에는 다른 다환 충돌구인 아스가르드를 찾을 수 있다. 발할라의 중심부는 바깥쪽의 오래된 평원보다 충돌구가 적다. 이를 통해 발할라가 칼리스토 자체보다 상당히 젊음을 알 수 있다.

## 기원

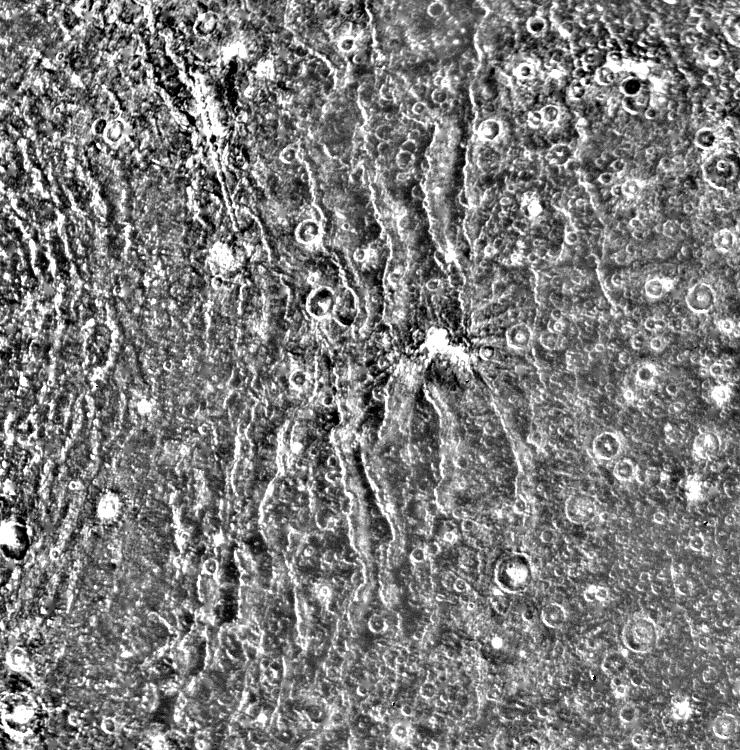
발할라를 둘러싼 골들.

발할라 다환 충돌구는 다른 다환 충돌 지형들처럼, 거대한 충돌을 통해 바깥쪽의 암권에 구멍을 뚫고 더 부드러운 물질들이 포함된, 암권 밑의 층까지 뚫고 들어갔으리라고 생각된다. 이를 통해 얼음이나 심지어는 액체 바다가 달궈졌을 수 있고, 이들의 존재는 자기력 데이터를 통해서 암시될 수 있다.  고리 모양 지형의 형성은 충돌 후 암권이 동심원 모양으로 균열이 일어나, 그 밑의 물질들이 충돌 후 분출된 물질들을 채우기 위해 중심 모양으로 흘러 형성된 것이다. 발할라의 정확한 연대는 알 수 없으나, 칼리스토에 존재하는 다섯 다환 충돌구 중 가장 젊다. 연대는 약 20~40억 년으로 추정된다.
갈릴레오 탐사선은 발할라의 대척점에서 붕괴와 같은 현상이 일어났다는 증거를 아무것도 찾지 못했다. 붕괴된 지형들은 일반적으로 충돌 후 반대편에 집중된 에너지로 인해서 생성된다. 이러한 붕괴 흔적이 없는 것은 발할라 생성 당시 지하 바다가 존재해 에너지를 분산시켰다고 생각될 수 있으며, 지하 바다의 존재의 증거가 되기도 한다.

## 소설 속
킴 스탠리 로빈슨의 《Galileo's Dream》에는 29세기에 발할라 주변 동심원에 건설된 거대한 도시에 대한 자세한 설명이 포함되어 있다. 이 도시는 같은 작가의 《2312》에도 간단히 등장한다.

## 같이 보기
- 아드린다 (충돌구)
- 칼리스토의 지질 구조 목록